# Coppull
Coppull est une ville et une paroisse civile anglaise située dans le comté du Lancashire.